# Кайё (авианосец)
Кайё («Каё») — японский эскортный авианосец времён Второй мировой войны.

## Проект
В декабре 1941 года для нужд флота был реквизирован пассажирский лайнер «Argentina Maru». В течение года он использовался как войсковой транспорт.
Далее, в декабре 1942 года поставлен на переоборудование в эскортный авианосец и переименован в «Каё».

## Конструкция
Проект перестройки в целом повторял Таё, но предусматривал замену дизельной установки на паротурбинную, заимствованную у серийного эсминца.
В остальном конструкция была стандартной: одноярусный ангар, два лифта, легкая полетная палуба с деревянным настилом. Катапульты отсутствовали.
В июле 1944 года число 25-мм автоматов увеличили до 44.

## История службы
- 19 марта 1945 года «Кайё» поврежден американской палубной авиацией.
- 24 июля 1945 года подорвался на неконтактной мине (повреждена кормовая часть) и сел на мель в заливе Беппу.
- 28 июля 1945 года тяжело поврежден бомбами английской палубной авиации и исключен из состава флота.